# Plaza de Isabel II (Santa Cruz de Tenerife)
La plaza de Isabel II, es una pequeña plaza situada al comienzo de la calle de la Marina en la ciudad de Santa Cruz de Tenerife.
Popularmente ha sido conocida como Chorro de Isabel II, Chorro de Santa Isabel y por La Pila. Su nombre fue cambiado por el de Patricio Estévanez el 13 de mayo de 1931, pero el 5 de octubre de 1936 la Comisión Gestora Municipal acordó restituirle su nombre actual.

## Fuente
La plaza posee una fuente neoclásica de orden toscano, diseñada por Pedro Maffiotte y realizada en cantería azul. Construida a finales de 1844, con el comienzo del reinado de Isabel II, posee cinco caños en forma de cabeza de león.
En 1856 Juan Cumella Monner fue autorizado para poner a espaldas de la fuente de Isabel II un depósito de agua, con cañería propia para conducirla a la punta del muelle, con el propósito de surtir los buques directamente, pagando el 10% de la recaudación al ayuntamiento.